# Wilhelm Müller
Pour les articles homonymes, voir Müller.
Wilhelm Müller (7 octobre 1794 - 30 septembre 1827) est un poète allemand auteur de nombreux textes à l'époque romantique.
Müller est généralement connu pour ses textes ayant servi à Franz Schubert lors de la composition de ses lieder (La Belle Meunière, Voyage d'hiver).
Il a écrit des Chants des Grecs où il appelle les Grecs « frères » et utilise un style direct. Il participe ainsi au mouvement philhelléniste.

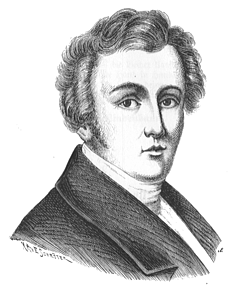
Wilhelm Müller.